# Bataguassu
Bataguassu es un municipio brasilero del estado de Mato Grosso do Sul. 
Localizado a una latitud de 21º42'50" sur y a una longitud de 52º25'19" oeste, está a una altitud de 329 m s. n. m.

## Geografía

### Clima
Las temperaturas medias del mes más frío son menores que 20 °C y mayores que 18 °C. El periodo seco se extiende de 4 a 5 meses. La precipitación media anual varía de 1.200 a 1.500 mm.

### Relieve
El terreno es predominantemente llano, Con declives suaves con a lo sumo 5°, presenta modelados tabulares entremezclados con áreas planas en casi toda la extensión del municipio. En una ancha franja próxima al río Paraná se encuentran modelados de acumulación.

### Vegetación
Predomina en el municipio el pastizal plantado. Hay en menores proporciones, Savana Parque (campo sucio), y contactos entre la Savana/Floresta Estacional y Várzeas.

## Historia
El nombre del municipio hace referencia a las industrias de calzado Bata, del checoslovaco Jan Antonin Bata, considerado el rey de los calzados, el cual se estableció en Brasil en 1932 huyendo del partido nazi. Bata ya había fundado una fábrica en la ciudad paulista de Batatuba en 1941 cuando, en 1942, resuelve fundar otro municipio en tierras matogrossenses compradas al coronel Artur Diederichen. Esas tierras se localizaban entre los córregos Guaçu y Sapé. Bata financió posteriormente la fundación de Bataiporã.
- Datos: Q1805582
- Multimedia: Bataguassu / Q1805582